# Wish You Were Here – Experience Edition
Wish You Were Here – Experience Edition är ett dubbelalbum som gavs ut 2011. 

## Disc 1
Första cd:n är en ommastrad version av Wish You Were Here. Ljudbilden är på denna version klarare och mer distinkt.

## Disc 2
Den andra cd:n innehåller dittills outgivet material, det mesta inspelat live på konserter på Wembley Stadium 1974. Där finns två spår som senare kom på albumet Animals; dessa är Raving and Drooling (Sheep) samt You've Got To Be Crazy (Dogs). Vidare finns ett spår från experimentet med att spela in en hel skiva på enbart köksredskap ("Household Objects Project"), nämligen Wine Glasses. Det sista spåret på den andra cd:n är en ommixad version av Wish You Were Here där man har framhävt Stephane Grappellis violin i ljudbilden. Stephane Grappelli omnämns nu också i listan för gästande musiker, vilket han inte gjorde första gången skivan gavs ut.

## Låtlista cd 1
| Nr | Titel                                   | Text och musik        | Längd |
| -- | --------------------------------------- | --------------------- | ----- |
| 1  | Shine On You Crazy Diamond, Parts I–V   | Gilmour/Waters/Wright | 13.40 |
| 2  | Welcome to the Machine                  | Waters                | 7.31  |
| 3  | Have a Cigar                            | Waters                | 5.08  |
| 4  | Wish You Were Here                      | Gilmour/Waters        | 5.34  |
| 5  | Shine On You Crazy Diamond, Parts VI–IX | Gilmour/Waters/Wright | 12.31 |

## Låtlista cd 2
| Nr | Titel                                                  | Text och musik              | Längd |
| -- | ------------------------------------------------------ | --------------------------- | ----- |
| 1  | Shine On You Crazy Diamond, Live, Wembley Stadium 1974 | Gilmour/Waters/Wright       | 20.23 |
| 2  | Raving And Drooling Live, Wembley Stadium 1974         | Waters                      | 12.35 |
| 3  | You've Got To Be Crazy Live, Wembley Stadium 1974      | Waters                      | 18.13 |
| 4  | Wine Glasses från "Hosehold Objects' Project"          | Gilmour/Waters/Wright/Mason | 2.17  |
| 5  | Have a Cigar, Alternativ version                       | Waters                      | 7.12  |
| 6  | Wish You Were Here med Stephane Grappelli              | Gilmour/Waters              | 6.14  |

## Medverkande
- Roger Waters – Bas och VCS3. Även sång på den alternativa versionen av "Have a Cigar".
- David Gilmour – Gitarr, sång och Lap Steel
- Nick Mason – Trummor, slagverk och ljudeffekter
- Richard Wright – Keyboards, sång och VCS3
- Dick Parry – Saxofon på "Shine on You Crazy Diamond"
- Roy Harper – Sång på "Have a Cigar"
- Venetta Field – Bakgrundssång
- Carlena Williams – Bakgrundssång
- Stephane Grappelli - Violin